# Saison 1 de Bienvenue chez les Huang
Chronologie
Saison 2
Cet article présente le guide des épisodes de la première saison de la série télévisée américaine Bienvenue chez les Huang (Fresh Off the Boat).

## Généralités
Le 10 décembre 2014, ABC annonce la date de diffusion de la série lors d'un lancement spéciale le 4 février 2015 avec deux épisodes diffusées à la suite de The Middle et de Modern Family,.

## Distribution

### Acteurs principaux
- Randall Park (VF : Thierry Kazazian) : Louis Huang
- Constance Wu (VF : Véronique Desmadryl) : Jessica Huang
- Hudson Yang (en) (VF : Roman Chouillet) : Eddie Huang
- Forrest Wheeler (VF : Soren Chouillet) : Emery Huang
- Ian Chen (en) (VF : Maryne Bertieaux) : Evan Huang
- Lucille Soong : Grand-mère Huang

### Acteurs récurrents
- Eddie Huang (en) (VF : Alexandre Nguyen) : Eddie Huang (voix off adulte)
- Paul Scheer (en) (VF : Fabien Jacquelin) : Mitch
- Jillian Armenante (VF : Ivana Coppola) : Nancy
- Trevor Larcom (VF : Killian Millet) : Trent
- Evan Hannemann (VF : Kylian Trouillard) : Dave
- Prophet Bolden (VF : Théo Levasseur) : Walter
- Brady Tutton : Brock
- Luna Blaise (VF : Kaycie Chase) : Nicole, la fille de Marvin
- David Goldman (VF : Christophe Desmottes) : principal Hunter
- Chelsey Crisp (VF : Pamela Ravassard) : Honey
- Noel Gugliemi (VF : Gilles Morvan) : Hector
- Rachel Cannon (VF : Murielle Naigeon) : Deirdre
- Stacey Scowley (VF : Christèle Billault) : Carol-Joan
- Amanda Lund (da) (VF : Lucille Boudonnat) : Vanessa
- Arden Myrin (VF : Valérie Nosrée) : Ashley Alexander
- Ray Wise (VF : Marc Bretonnière) : Marvin
- Alex Quijano (VF : Jean-Philippe Pertuit) : Officier Bryson
- Kimberly Crandall (VF : Sybille Tureau) : Lisa
- Colleen Ryan : Amanda
- Maria Bamford (en) (VF : Mélody Dubos) : Principale Thomas
- Dash Williams (VF : Mathys Varaillon) : Brian

## Épisodes

### Épisode 1:Famille, je vous aime
- États-Unis : 4 février 2015 sur ABC[1]
- France : 11 décembre 2017[3] sur 6ter[4]
- Belgique : 6 avril 2018 sur Plug RTL[5]

- États-Unis : 7,94 millions de téléspectateurs[6] (première diffusion)

### Épisode 2:L'Addition s'il vous plait
- États-Unis : 4 février 2015 sur ABC[1]
- France : 11 décembre 2017 sur 6ter
- Belgique : 9 avril 2018 sur Plug RTL

- États-Unis : 7,47 millions de téléspectateurs[6] (première diffusion)

### Épisode 3:Voisins, voisines
- États-Unis : 10 février 2015 sur ABC
- France : 11 décembre 2017 sur 6ter
- Belgique : 10 avril 2018 sur Plug RTL

- États-Unis : 6,05 millions de téléspectateurs[7] (première diffusion)

### Épisode 4:La Permanente du succès
- États-Unis : 10 février 2015 sur ABC
- France : 12 décembre 2017 sur 6ter
- Belgique : 11 avril 2018 sur Plug RTL

- États-Unis : 5,86 millions de téléspectateurs[7] (première diffusion)

### Épisode 5:La Soirée pyjama
- États-Unis : 17 février 2015 sur ABC
- France : 12 décembre 2017 sur 6ter
- Belgique : 12 avril 2018 sur Plug RTL

- États-Unis : 6,17 millions de téléspectateurs[8] (première diffusion)

### Épisode 6:Maître Fajitas
- États-Unis : 24 février 2015 sur ABC
- France : 12 décembre 2017 sur 6ter
- Belgique : 13 avril 2018 sur Plug RTL

- États-Unis : 5,75 millions de téléspectateurs[9] (première diffusion)

### Épisode 7:Dans le panneau
- États-Unis : 3 mars 2015 sur ABC
- France : 12 décembre 2017 sur 6ter
- Belgique : 16 avril 2018 sur Plug RTL

- États-Unis : 6,02 millions de téléspectateurs[10] (première diffusion)

### Épisode 8:Mon nouveau meilleur ami
- États-Unis : 10 mars 2015 sur ABC
- France : 12 décembre 2017 sur 6ter
- Belgique : 17 avril 2018 sur Plug RTL

- États-Unis : 5,08 millions de téléspectateurs[11] (première diffusion)

### Épisode 9:N'abandonne jamais
- États-Unis : 24 mars 2015 sur ABC
- France : 13 décembre 2017 sur 6ter
- Belgique : 18 avril 2018 sur Plug RTL

- États-Unis : 4,92 millions de téléspectateurs[12] (première diffusion)

### Épisode 10:Un amour de jeunesse
- États-Unis : 31 mars 2015 sur ABC
- France : 13 décembre 2017 sur 6ter
- Belgique : 19 avril 2018 sur Plug RTL

- États-Unis : 4,83 millions de téléspectateurs[13] (première diffusion)

### Épisode 11:Super superstition
- États-Unis : 7 avril 2015 sur ABC
- France : 13 décembre 2017 sur 6ter
- Belgique : 20 avril 2018 sur Plug RTL

- États-Unis : 4,85 millions de téléspectateurs[14] (première diffusion)

Scottie Pippen dans un caméo.

### Épisode 12:Et voila le travail!
- États-Unis : 14 avril 2015 sur ABC
- France : 13 décembre 2017 sur 6ter
- Belgique : 23 avril 2018 sur Plug RTL

- États-Unis : 4,76 millions de téléspectateurs[15] (première diffusion)

### Épisode 13:Made inChinamérica
- États-Unis : 21 avril 2015 sur ABC[16]
- France : 14 décembre 2017 sur 6ter
- Belgique : 24 avril 2018 sur Plug RTL

- États-Unis : 5,08 millions de téléspectateurs[17] (première diffusion)